# Rafael Barradas

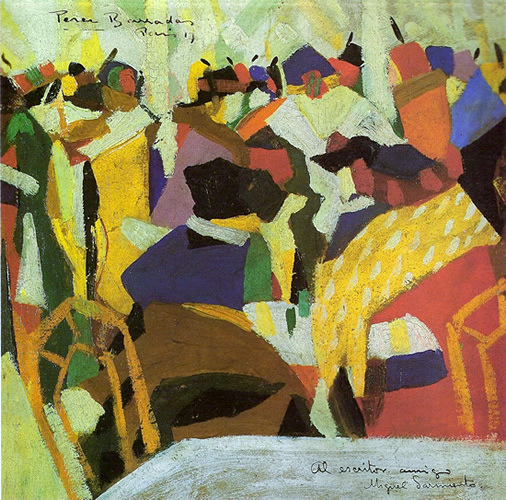
Escena de café (1913)

Rafael Barradas (* 4. Januar 1890 in Montevideo; † 12. Februar 1929 in ebenda) war ein uruguayischer Maler. Seine Werke befinden sich im Juan Manuel Blanes Museum in Montevideo und im Museo Nacional de Artes Visuales, ebenfalls in Montevideo.